# 何志斌
何志斌（1909年—1998年），男，陕西长安人，中国军事人物、政治人物，曾任浙江省政协副主席，第五届全国政协委员。